# Saga of Death Valley
Saga of Death Valley è un film del 1939 diretto da Joseph Kane.
È un musical western statunitense con Roy Rogers, George 'Gabby' Hayes e Don 'Red' Barry.

## Produzione
Il film, diretto da Joseph Kane su una sceneggiatura di Karen DeWolf e Stuart Anthony con il soggetto della stessa DeWolf, fu prodotto dal regista Kane, come produttore associato, per la Republic Pictures e girato [nelle Alabama Hills a Lone Pine in California nel settembre del 1939.

## Colonna sonora
- Song of the Bandit - scritta da Bob Nolan
- I've Sold My Saddle For An Old Guitar - scritta da Fleming Allen
- Shadows on the Prairie - scritta da Walter G. Samuels
- Ride - scritta da Walter G. Samuels

## Distribuzione
Il film fu distribuito negli Stati Uniti dal 17 novembre 1939 al cinema dalla Republic Pictures. È stato distribuito anche in Brasile con il titolo A Saga do Vale da Morte.